# Onychogammarus (Onychogammarus) megonychoides
Onychogammarus (Onychogammarus) megonychoides is een vlokreeftensoort uit de familie van de Acanthogammaridae. De wetenschappelijke naam van de soort is voor het eerst geldig gepubliceerd in 1945 door Bazikalova.